# Liste der denkmalgeschützten Objekte in Chudenín
Grundlage dieser Liste der denkmalgeschützten Objekte in Chudenín ist die ÚSKP-Liste (Ústřední seznam kulturních památek České republiky, deutsch Zentrale Liste der Kulturdenkmäler der Tschechischen Republik), die von der tschechischen Denkmalschutzbehörde NPÚ (Národní památkový ústav, deutsch Nationale Denkmalbehörde) seit 1987 geführt wird und an die seit dem Jahr 1850 geschaffenen Listen anschließt.

## Denkmalgeschützte Objekte nach Ortsteilen

### Chudenín
| Lage                           | Objekt                     | Beschreibung | ÚSKP-Nr.                  | Bild           |
| ------------------------------ | -------------------------- | --- | ------------------------- | -------------- |
| Chudenín, Dorfplatz (Standort) | Kapelle der Jungfrau Maria | Rechteckige Kapelle mit dreieckigem Giebel, einer Sakristei und polygonalem Glockenturm auf dem Dachfirst. Barockkapelle, möglicherweise aus dem frühen 18. Jahrhundert, Ende des 18. Jahrhunderts erweitert. | 29721/4-2995 Info Katalog | weitere Bilder |

### Hadrava
| Lage                                      | Objekt        | Beschreibung | ÚSKP-Nr.                  | Bild          |
| ----------------------------------------- | ------------- | --- | ------------------------- | ------------- |
| Hadrava, Hadrava 16, Dorfplatz (Standort) | Gehöft Nr. 16 | Volksarchitektur aus dem 19. Jahrhundert. Ein Fachwerkhaus mit Steinschuppen und einer Scheune. Erhaltener Keller vor der Hütte. | 15239/4-2879 Info Katalog | Gehöft Nr. 16 |

### Svatá Kateřina
| Lage                                                                       | Objekt        | Beschreibung                                                   | ÚSKP-Nr.                  | Bild |
| -------------------------------------------------------------------------- | ------------- | -------------------------------------------------------------- | ------------------------- | ---- |
| Svatá Kateřina, auf dem Hügel 0,75 km nördlich von Sv. Kateřiny (Standort) | Burg Hradčany | Befestigte Bergsiedlung – Burg Hradčany, archäologische Spuren | 30289/4-3461 Info Katalog | BW   |

### Uhliště
| Lage               | Objekt             | Beschreibung | ÚSKP-Nr.                  | Bild           |
| ------------------ | ------------------ | --- | ------------------------- | -------------- |
| Uhliště (Standort) | Kirche St. Linhart | Eine einschiffige Kirche mit einem rechteckigen Kirchenschiff, einem fünfeckigen Presbyterium und einer südlichen Vorhalle. Original gotisches Bauwerk aus dem Ende des 15. Jahrhunderts mit erhaltenen Gewölben und spätgotischem Maßwerk in mehreren Varianten. | 28295/4-3460 Info Katalog | weitere Bilder |